# Lobogeniates espiritosantensis
Lobogeniates espiritosantensis är en skalbaggsart som beskrevs av Ohaus 1917. Lobogeniates espiritosantensis ingår i släktet Lobogeniates och familjen Rutelidae. Inga underarter finns listade i Catalogue of Life.